# Серология
Сероло́гия (от лат. serum, сыворотка) — наука о свойствах сыворотки крови.

## Определение
Обычно под серологией понимают раздел иммунологии, изучающий взаимодействие антител сыворотки с антигенами.

## Типы реакций
Серологические реакции могут быть прямыми, двухкомпонентными (агглютинация; пассивная гемагглютинация; преципитация и др.) или косвенными, трёхкомпонентными (реакция нейтрализации — например, микроба; реакция торможения гемагглютинации).
Из нескольких «простых» складываются сложные серологические реакции: бактериолиз, реакция связывания комплемента и др.

## Другие методы
Распространены также иммунофлюоресцентные методы, основанные на окраске антител (антигенами) флюорохромами.
Особый вид серологических реакций — выявление иммобилизации подвижных форм микроорганизмов (например, реакция иммобилизации бледных трепонем при сифилисе).
Некоторые серологические исследования проводят не в пробирке, а непосредственно в организме экспериментальных животных.

## Применение
Серологические реакции применяют в научных и диагностических целях в инфекционной и неинфекционной иммунологии: их используют, например, при переливании крови, для определения групп крови, установления видовой и индивидуальной специфичности белков.
Серологические исследования применяют также в эпидемиологии и эпизоотологии для выявления источника инфекции, серотипа, путей её передачи, эффективности вакцинации и т. п.
Реакция между антигенами и антителами лежит в основе серопрофилактики и серотерапии.
Среди основных задач серологии — разработка методов получения специфических диагностических и лечебных сывороток, оценка их активности и выяснение механизма действия.